# Vritra

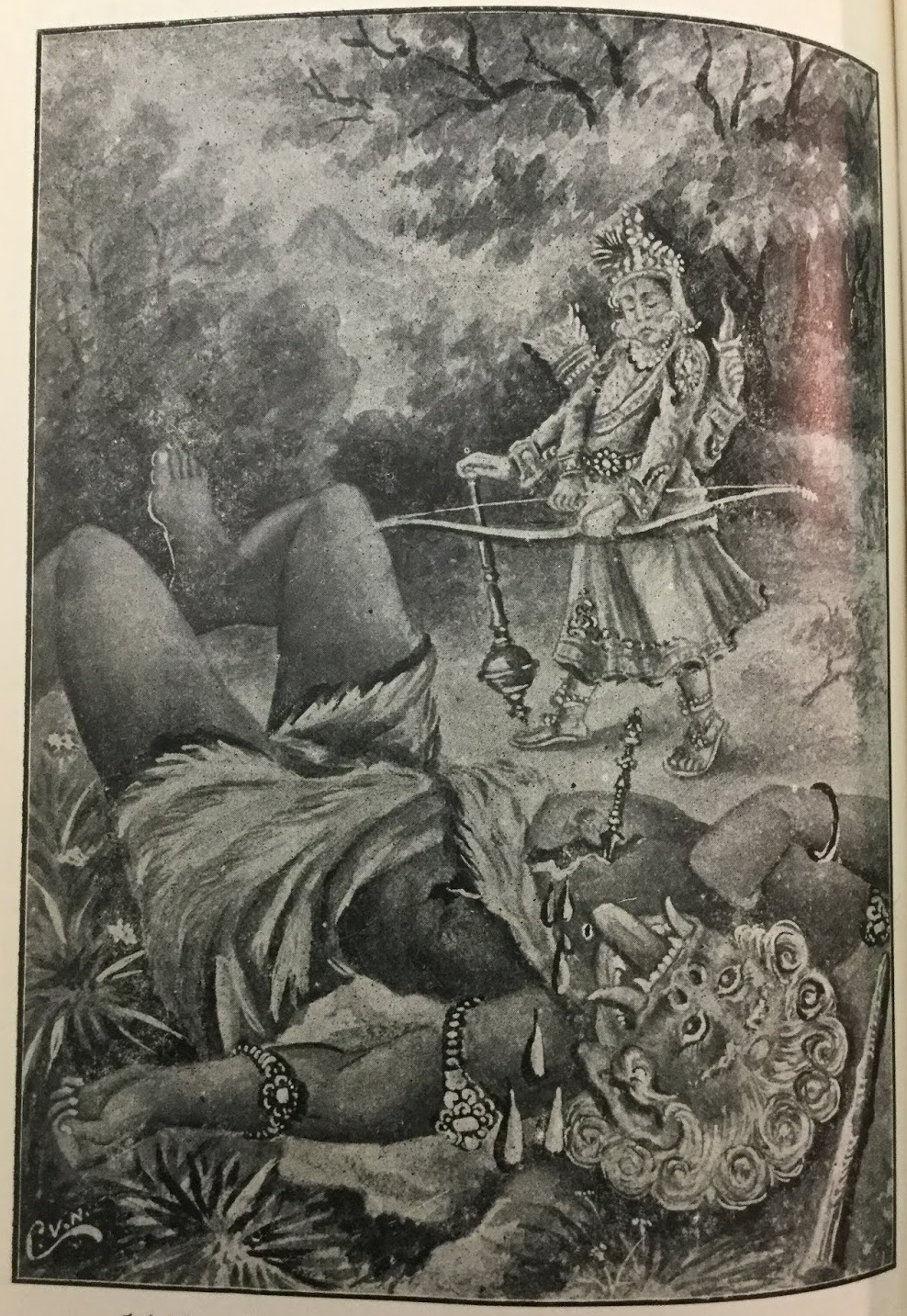
Indra tue Vritra

Vritra (sanskrit : वृत्र ; IAST : Vṛtra ; « l'Obstructeur ») est dans la religion védique, puis l'hindouisme, le démon (asura) de la sécheresse, de la résistance et de l'inertie. Il aurait empêché, avec l'aide de sa mère Danu, les eaux de s'écouler. Il avait la forme d'un serpent ou d'un dragon.
Vritra, créé par Tvashtri, a été tué par Indra, ce qui a valu à ce dernier l'appellation de Vṛtráhan, « tueur du Dragon ».